# 보스토크 5호
보스토크 5호(러시아어: Восток-5, 동방 5호)는 보스토크 6호와 함께 발사된 소련 우주 프로그램의 공동 임무였다. 이전의 보스토크 3호 및 보스토크 4호와 마찬가지로 두 우주선은 궤도에서 서로 근접해 무선으로 통신을 하였다.
보스토크 5호는 1963년 6월 14일 발사되어 6월 19일 지구로 귀환했으며 발레리 비콥스키(Valery Bykovsky)가 조종했다.

## 임무 개요
보스토크 5호의 발사 전 몇가지 이유로 발사 예정 날짜가 연기되었는데, 가장 큰 문제는 태양 플레어 활동 증가에 대한 우려였다. 우주 탐사의 초기 단계에서는 태양풍이 우주선과 우주 비행사에게 어떤 영향을 미칠지 예측할 수 없었기에 계획된 발사 날짜인 6월 11일에서 며칠 연기되었다. 14일에 비콥스키는 발사 준비를 마치고 좌석에 탑승하기까지 했지만 이륙 직전에 추가적인 발사 날짜 지연이 발생했다. 블록 E 추진체의 자이로스코프가 오작동하여 교체해야 했지만, 교체를 진행하기 위해서는 부스터에서 추진체를 제거하고, 이를 발사대에서 로켓 조립 건물로 다시 가져갈 필요가 있었기에 발사 시점의 추기적인 지연을 의미했다. 결국 연료가 가득 채워진 부스터에 대한 수리 작업을 수행하는 위험을 감수하기로 결정되었다. 교체용 자이로스코프가 신속하게 장착되었고 모스크바 시간으로 오후 2시 59분에 이륙이 이루어졌다. 마지막 순간에 발사대에 연결된 급유선이 분리되지 않는 사소한 문제가 나타났지만 우주선이 이륙하기 시작하자마자 자연적으로 빠졌다. 블록 E 추진체의 성능이 약간 저하되어 우주선이 일반적인 진입 궤도인 112×146마일(181×235km)에 비해 낮은 궤도인 108×137마일(175×222km) 궤도에 진입했지만 발사는 아무런 어려움 없이 진행되었다. .
우주 비행사 발레리 비콥스키(Valery Bykovsky)는 원래 8일 동안 궤도에 머무를 예정이었지만 당시 태양 플레어 활동량이 증가하여 임무 세부 사항이 여러 번 변경되었고 결국 5일 후에 귀환 명령을 받았다. 보스토크 5호는 5일 동안 지구 궤도에 머물러 가장 긴 기간의 단독 유인 우주 비행 기록을 세웠고 이 기록은 현재(2024년 기준)도 깨지지 않았다.  추가적으로 부스터의 성능 저하로 인한 우주선의 낮은 진입 궤도로 인해 8일 이내에 선체가 붕괴되지 않을지 여부도 불확실했다. 이는 지구 대기의 최대 고도에 영향을 미치는 태양 플레어 활동과 결합되어 추가적 항력을 유발해 잠재적으로 조기 재돌입을 유발할 수 있을 뿐만 아니라 보스토크 5호의 착륙 지점을 예측할 수 없게 할 수 있는 위험을 가지고 있었다.
비콥스키는 궤도에서 몇 가지 간단한 과학 실험을 수행했으며 운동을 하며 무중력에 대한 신체의 반응을 테스트했다. 비행 후 보고에서 그는 우주선의 전반적인 구조 설계는 좋았으나 시계가 보기 어려운 위치에 있었고 계기판이 너무 멀리 배치되었다고 말했다. 또한 좌석에서 끈을 풀지 않으면 구급 상자에 전혀 접근할 수 없었다고 말했다. 발렌티나 테레시코바와 마찬가지로 그는 헬멧 헤드셋에서 날카롭고 불쾌한 소음이 발생한다고 지적했다. 비콥스키는 추가적으로 우주 식량이 전체적으료 좋은 품질이라고 말했지만 발사 전에는 먹어서는 안 될 것 같다고 말했다.
우주선의 배설물 처리 시스템에 문제가 있어 우주선 내부의 상태를 "불쾌"하게 만든 것으로 보고되었다. 그 이외에 비콥스키가 지적한 문제점은 보스토크 1호 및 보스토크 2호와 마찬가지로 비콥스키가 지구로 귀환하면서 대기권에 재진입했을때 재진입 모듈이 서비스 모듈에서 완전히 분리되지 않았고 분리 후 몇 초 동안 날카로운 진동을 경험했다는 것이다.
보스토크 5호 착륙 좌표는 북위 53° 23′ 52″ 동경 67° 36′ 18″ / 북위 53.39777°  동경 67.60500° 로, 카자흐스탄 북부의 카라탈 북서부 2km 지점에 착륙했다. 해당 지역의 농부들이 구조 인원들이 도착하기 이전에 비콥스키를 보호해주었다. 착륙 지점에는 현재 두 개의 기념비가 세워진 작은 공원이 위치해 있다. 한 기념비는 착륙 날짜가 새겨진 바위 표식과 함께 10m 높이의 은색 사각형 모양의 철제 구조물이다. 다른 기념물은 모래 색깔의 L 모양 바위 구조물이다. L 모양의 위로 뻗은 직선 부분은 전망대와 전망대로 이어진 계단으로 이루어져 있고 옆으로 뻗은 직선 부분은 바위면에 우주를 주제로 한 벽화가 새겨져 있다. 벽화에는 별, 망원경, 행성들, 그리고 태양에 둘러싸여 있는 우주 비행사가 그려져 있다.
보스토크 5호의 재진입 캡슐은 칼루가(Kaluga)의 치올코프스키 박물관(Tsiolkovsky Museum)에 전시되어 있다.

## 조종사
조종사: 발레리 비콥스키 – 첫 우주비행
백업 조종사: 보리스 볼리노프 (Boris Volynov)
예비 조종사: 알렉세이 레오노프

## 임무 요소
- 질량 4,720 킬로그램 (10,410 lb)
- 원점 : 235 킬로미터 (146 mi)
- 근점 : 181 킬로미터 (112 mi)
- 궤도 경사 : 64.9°
- 공전 주기 : 88.4분